# Osmica
Osmica je vrsta gostilne, kjer se poleg domačega neustekleničenega vina prodaja tudi hrana.

## Zgodovina
Pravica točenja vina izvira iz časov nemškega cesarja Karla Velikega. Ohranila se je tudi v časih Avstro-Ogrske, pa vse do danes. Ime osmica so dobili vinotoči, v katerih so kmetje lahko prodajali svoje vino osem dni v letu brez davka. Prirejali so osmice na svojem domu, kjer se je vino hranilo: v kleti ali kantini. Za označitev, da poteka osmica, so na vrata pritrdili šop bršljana.
Danes lahko vinar organizira osmico največ dvakrat na leto po deset dni.

## Ponudba, poleg vina
Poleg vina v osmicah strežejo tudi hrano in druge pijače, in sicer:
- doma pridelane pijače
- domač kruh
- narezke
- enolončnice
- sladice
- klobase